# Immy Schell
Immaculata "Immy" Schell (Wenen, 11 februari 1935 - aldaar, 14 augustus 1992) was een Oostenrijks actrice.  
Zij was de jongste dochter van de schrijver Ferdinand Hermann Schell en actrice Margarete Schell Noé en was de zus van actrice Maria Schell, acteur-regisseur Maximilian Schell en acteur Carl Schell. Ze was getrouwd met acteur Walter Kohut.

## Filmografie
- Schwester Bonaventura (1958)
- Nachtschwester Ingeborg (1958)
- HD-Soldat Läppli (1959)
- Barras heute (1963)
- Drei Tage bis Mitternacht (1966)
- Große Liebe (1966)
- Der Kidnapper (1969)
- Wenige Schritte (1970)
- Du stirbst nicht allein - Ein deutscher Kriegspfarrer in Paris (1973)
- Kassbach - Ein Porträt (1979)
- Die Erbin (1982)
- Das Totenreich (1986)
- The Second Victory (1987)
- Lex Minister (1990)
- Bingo (1990)

## Televisieseries
- Die Karte mit dem Luchskopf (1965)
- Liebesgeschichten (1967)
- Die unsterblichen Methoden des Franz Josef Wanninger (1978)
- Kottan ermittelt (1983)
- War and Remembrance (1988)
- Roda Roda (1990)
- Die glückliche Familie (1991)